# Styx (hold)

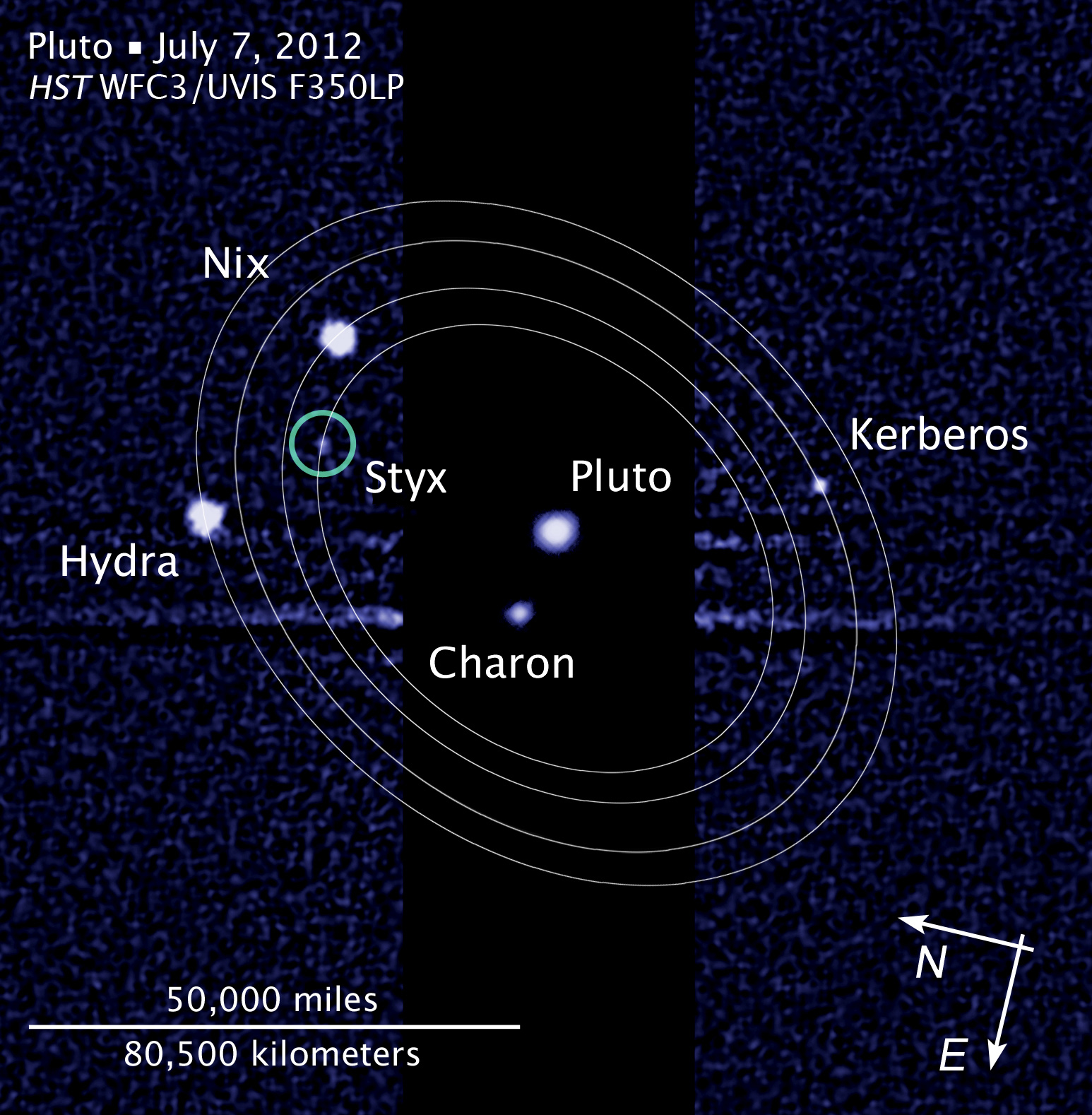
A Pluto öt holdja

A Styx a Pluto holdja, Sztüx görög mitológiai alakról kapta a nevét.
A Styxöt 2012. július 9-én a Hubble űrtávcső fedezte fel. A Styx 10 és 25 km közötti átmérővel rendelkezik, közepes pályaátmérője 95 ezer km.
A Nemzetközi Csillagászati Unió 2013. július 2-án hivatalosan nevezte el a holdakat Kerberosnak és Styxnek.
Átmeneti neve P5 volt.